# Benoît-Marie Langénieux
Benoît-Marie Langénieux (ur. 15 października 1824 w Villefranche-sur-Saône, zm. 1 stycznia 1905 w Reims) – francuski duchowny katolicki, arcybiskup Reims, kardynał.

## Życiorys
Ukończył seminaria Saint-Nicholas du Chardonnet i Saint-Sulpice w Paryżu. Święcenia kapłańskie otrzymał 21 grudnia 1850. W archidiecezji paryskiej pracował przez 23 lata, będąc wikariuszem w parafii św. Rocha, promotorem w kurii archidiecezjalnej, proboszczem parafii św. Ambrożego, a później św. Augustyna. W 1871 został archidiakonem katedry metropolitalnej i wikariuszem generalnym.
25 lipca 1873 otrzymał nominację na biskupa Tarbes. Obrzędu konsekracji dokonał w październiku arcybiskup Paryża Joseph-Hippolyte Guibert. Rok później (21 grudnia 1874) przeniesiony został na metropolię w Reims. Na urzędzie tym pozostał przez 30 lat, do swej śmierci. Jego rządy były bardzo owocne. Zadbał o środki finansowe m.in. dla starożytnego opactwa w Igny. Utworzył wiele parafii na przedmieściach Reims, a także wzniósł monumentalny pomnik papieża Urbana II w Chatillon, co miało promować kult rzymski wśród wiernych.
Kreowany kardynałem na konsystorzu z czerwca 1886. Był papieskim legatem na kongresy eucharystyczne w Jerozolimie, Reims, i Lourdes. Brał czynny udział w przygotowaniach do beatyfikacji Joanna d'Arc. Walczył z antyreligijnym ustawodawstwem rządu francuskiego. Cieszył się przyjaźnią i zaufaniem ze strony Leona XIII, który wszelkie sprawy dotyczące Kościoła we Francji konsultował właśnie z nim. Był szanowaną powszechnie osobistością, co było widać podczas jego jubileuszy i pogrzebu, które zgromadziły przedstawicieli władców europejskich i wielu biskupów. Brał udział w konklawe 1903. Pochowany został w katedrze metropolitalnej w Reims.